# Gonatocerus ornatus
Gonatocerus ornatus är en stekelart som beskrevs av Charles Joseph Gahan 1918. Gonatocerus ornatus ingår i släktet Gonatocerus och familjen dvärgsteklar. Inga underarter finns listade i Catalogue of Life.